# HiperMAN
HiperMAN a HiperAccess (High Performance Radio Metropolitan Area Network) je evropská obdoba standardů pro bezdrátové připojení k metropolitním datovým sítím WiMAX
Evropskou obdobou amerického standardu WiMAX se má stát HiperMAN, technologie metropolitních sítí definovaná pro radiová pásma až do 11 GHz a HiperAccess definující frekvence nad 11 GHz. Výraz Hiper je zkratkou z HIgh-PErformance Radio. Na těchto standardech pracuje evropský institut ETSI a spolu s HiperLAN/2 (obdobou Wi-Fi) se je snaží prosazovat a dokonce spolupracuje s IEEE, s nímž koordinuje rozvoj WiMAX.
Z globálního hlediska je existence těchto bezdrátových standardů ETSI bezvýznamná, žádný z nich se neuchytil a většina odborníků patrně ani netuší, proč existují. Nemají žádnou skutečnou podporu a výrobků na jejich základě se zřejmě v nejbližší době nedočkáme. Jediným logickým důvodem, proč je ETSI definuje, může být fakt, že je zahrnuje do projektu BRAN – Broadband Radio Access Network, což umožňuje hypotetické napojení na UMTS sítě. Hypotetické proto, že je doposud nerealizované, nikoliv ale nepodstatné – mezi Hiperman a 802.16a výrobky lze libovolně přecházet, což by mělo umožnit integrovaným WiMAX a UMTS zařízením plynule přepnout datové přenosy z jednoho přístupového systému do druhého bez rozpadu datového přenosu. A to už zase tak nepodstatné není. V průběhu roku 2005 se konaly pokusy s přechodem z WiFi do UMTS sítě, což definovalo propojení skrze HyperLAN.
Je třeba dodat, že v případě WiMAXu a HiperMANu se neopakovalo katastrofa s řevnivostí mezi IEEE a ETSI, kdy standardy IEEE 802.11a a HiperLAN/2, které ačkoliv pracují ve stejném frekvenčním pásmu, nejsou vzájemně interoperabilní a v Evropě se 802.11a nesmí používat, protože nesplňuje představy evropských regulátorů, což vyřeší až nový standard IEEE 802.11h. V případě metropolitních technologií již IEEE a ETSI od počátku spolupracovaly.